# Ars, Creuse
Ars là một xã thuộc tỉnh Creuse trong vùng Nouvelle-Aquitaine miền trung nước Pháp. Xã này nằm ở khu vực có độ cao trung bình 560 mét trên mực nước biển.

## Địa lý
Thị trấn nằm bên hai bờ sông Voutouéry, cự ly khoảng 5 dặm (8,0 km) về phía tây bắc của Aubusson tại giao lộ các tuyến đường D55, D54 và tuyến đường D7.

## Dân số
| 1962                                                        | 1968 | 1975 | 1982 | 1990 | 1999 | 2005 |
| ----------------------------------------------------------- | ---- | ---- | ---- | ---- | ---- | ---- |
| 275                                                         | 336  | 265  | 250  | 247  | 247  | 253  |
| Số liệu điều tra dân số từ năm 1962 Dân số chỉ tính một lần |      |      |      |      |      |      |

## Địa điểm nổi bật
- Nhà thờ, từ thế kỷ 13.
- Phế tích của lâu đài Ars.